# Musca murina
Musca murina är en tvåvingeart som först beskrevs av Franz Paula von Schrank 1776.  Musca murina ingår i släktet Musca och familjen blomflugor.
Artens utbredningsområde är Österrike. Inga underarter finns listade i Catalogue of Life.